# Маятник Фуко (роман)
«Маятник Фуко» (итал. Il pendolo di Foucault) — второй роман итальянского писателя, философа, профессора семиотики Болонского университета Умберто Эко. Впервые был опубликован на итальянском в 1988 году.
Маятник Фуко разделён на десять частей, названных в соответствии с 10 сфирот. Роман столь наполнен эзотерическими отсылками к каббале, алхимии и разнообразным теориям заговора, что критик и писатель Энтони Бёрджесс предложил составить по ним каталог (см. «Словарь „Маятника Фуко“»). Название книги происходит от маятника, разработанного французским физиком Леоном Фуко, предназначенного для наглядной демонстрации вращения Земли вокруг своей оси, который является символом многозначительности романа. Кроме того, существует версия, что название связано с философом Мишелем Фуко, учитывая дружбу итальянца с французским философом. Однако Умберто Эко «в особенности опровергает всякие намеренные упоминания о Мишеле Фуко» — это высказывание восприняли как остроумную литературную шутку.

## Сюжет
Сюжет романа вращается вокруг трёх друзей: Бельбо, Диоталлеви и Казобона, которые работают на «фабрике славы» («фабрика славы» или «тщеславиздат» — издательство, выпускающее книги на деньги авторов, часто графоманов) в Милане. После прочтения множества рукописей, посвящённых оккультным теориям заговора, они решают, что могут сделать лучше, и начинают, развлечения ради, создавать собственную теорию заговора. Они называют эту сатирическо-интеллектуальную игру «План».
Чем больше Бельбо, Диоталлеви и Казобон развивали своё детище, тем сильнее, незаметно для себя, они погружались внутрь своего «Плана» и даже забывали порой о том, что это всего лишь игра. Более того, когда сторонники других теорий заговора узнавали о «Плане», они воспринимали его абсолютно всерьёз. Бельбо в итоге обнаруживает, что является мишенью для реального тайного общества, которое считает, что он владеет разгадкой тайны потерянного сокровища тамплиеров.
Множество подсюжетов произведения сплетаются в главную тему создания «Плана». Так, например, причины одержимости Бельбо «Планом» проистекают из его детства, проведенного в Италии в период Второй мировой войны, из безответной любви к ветреной Лоренце Пеллегрини и его желания освободиться от постоянного чувства собственной несостоятельности. На примере Плана ордена тамплиеров о мировом господстве роман демонстрирует врождённую доверчивость и склонность к мистификации, присущую всем людям.

### Часть 1 («Кетер», 2 главы)

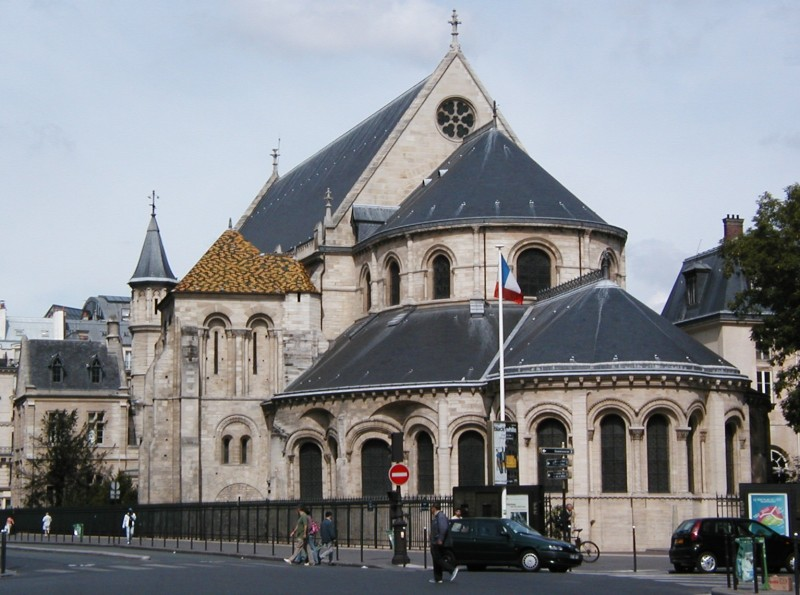
Парижский музей искусств и ремёсел — самый старый технический музей Европы — расположен в церкви Сен-Мартен-де-Шан («св. Мартина на полях»)

Книга начинается с повествования Казобона (его имя восходит к Исааку де Казобону, швейцарскому филологу XVI—XVII веков и персонажу романа «Миддлмарч» авторства Джордж Элиот), прячущегося в страхе в парижском музее техники после его закрытия. Он полагает, что члены тайного общества похитили Бельбо и теперь охотятся за ним. Бо́льшая часть романа сосредоточена на воспоминаниях Казобона, в которые он углубляется во время ожидания в музее.

### Часть 2 («Хохма́», 4 главы)
Казобон, будучи студентом в Милане (с 1966), работает над дипломом, посвящённым истории ордена тамплиеров, во время революционных и контрреволюционных волнений среди студентов (1968), происходящих вокруг него. В 1972 году он встречает Бельбо, который работает редактором в издательстве. Бельбо приглашает Казобона на просмотр предположительно не поддельной рукописи книги о тамплиерах. В это время Казобон также встречает коллегу Бельбо — каббалиста Диоталлеви.

### Часть 3 («Бина», 16 глав)
Книга полковника Арденти (Colonel Ardenti) повествует о секретном зашифрованном писании, раскрывающем тайный план средневековых тамплиеров по захвату всего мира. Этот предполагаемый заговор планировался в качестве мести за смерть лидера тамплиеров, когда их орден был разогнан королём Франции. Арденти предполагает, что тамплиеры были хранителями тайного сокровища, возможно даже легендарного «Святого Грааля», который, как он утверждает, был источником радиоактивной энергии.
В соответствии с теорией Арденти, после того, как французская монархия и католическая церковь расформировали и опорочили тамплиеров как еретиков, некоторые рыцари сумели сбежать и учредить филиалы своего ордена по всему миру. Представители этих филиалов периодически собираются в особом месте для обмена информацией о Граале. В конце концов, эти филиалы воссоединятся для возвращения Грааля и достижения мирового господства. В соответствии с расчётами Арденти, тамплиеры должны были захватить мир ещё в 1944 году, однако что-то воспрепятствовало осуществлению этого плана.
Полковник Арденти загадочно исчезает после того, как встречается с Бельбо и Казабоном для обсуждения его книги. Инспектор полиции Де Анжелис опрашивает их обоих. Он намекает, что работа следователем полицейского департамента даёт ему основание расследовать не только дела революционеров, но также людей, имеющих отношение к оккультизму.

### Часть 4 («Хесед», 11 глав)
У Казобона роман с бразильянкой по имени Ампаро. Следуя за ней, он покидает Италию и проводит два года в Бразилии. В это время он изучает южноамериканский и карибский спиритизм — сантерию и встречает Алье (Agliè) — пожилого человека, который намекает, что он якобы мистический граф Сен-Жермен. Алье, по-видимому, владеет неограниченным запасом знаний об оккультизме и оккультных науках. В Бразилии Казобон получает письмо от Бельбо, в котором он рассказывает о посещении собрания приверженцев оккультизма. На собрании слова девушки, находившейся в трансе, напомнили Бельбо о теории заговора полковника Арденти. В Бразилии Казобон и Ампаро также посетили оккультное мероприятие — обряд религии умбанда. Во время ритуала Ампаро впала в состояние транса и была этим сильно смущена. Она придерживалась марксистской идеологии, не доверяла и старалась избегать спиритических и религиозных волнений и переживаний. Её отношения с Казобоном разваливаются, и он возвращается в Италию.

### Часть 5 («Гвура», 30 глав) и часть 6 («Тифе́рет», 43 главы)
По возвращении в Милан Казобон начинает деятельность независимого исследователя. В 1981 году в одной из библиотек он встречает женщину по имени Лия. Они влюбляются друг в друга, Лия беременеет и рожает сына. Тем временем Казобон получает работу от начальника Бельбо, месье Гарамона (фр. Mr. Garamond — его имя взято от французского издателя Клода Гарамона), по поиску иллюстраций для книги «История металлов», которую компания готовит к скорому выпуску. Казобон к тому же узнаёт, что уважаемый издательский дом Гарамона является также по совместительству «фабрикой славы» под названием «Мануций», которая запрашивает у некомпетентных авторов большие суммы денег за «издание» их рукописей (название издательства связано с Альдом Мануцием (итал. Aldo Pio Manuzio), итальянским печатником XV века).
Гарамон решает в скором времени начать выпуск двух серий оккультной литературы: первую — содержащую серьёзные публикации от Гарамона, вторую — «Изида без покрывал» («Разоблачённая Изида» — теософическая работа Е. Блаватской), содержащую множество публикаций тщеславных клиентов «Мануция».
Бельбо, Диоталлеви и Казобон погружаются в оккультные рукописи в поисках разнообразных и малейших зависимостей между историческими событиями. Сотрудники издательства обозначают авторов этих рукописей общим термином итал. Diabolici (в русском переводе — «одержимцы»), а также привлекают Алье в качестве эксперта по оккультизму.
Три редактора начинают разрабатывать «План» — их собственную теорию заговора, как сатирически интеллектуальную игру. Взяв за основу «тайный манускрипт» полковника Арденти, они развивают сеть из сложных мистических взаимосвязей. Они также используют маленький персональный компьютер Бельбо, который он называет Абулафия (Abulafia, имя имеет отношение к Аврааму Абулафии — еврейскому мыслителю и каббалисту XIII века). Бельбо в основном использует Абулафию для личных записей (роман содержит множество отрывков из этих заметок, обнаруженных Казобоном, когда он исследовал файлы Абулафии), кроме того, в машине также есть специальная программа, которая может переставлять текст в случайном порядке. Они используют эту программу для создания «взаимосвязей», которые составляют основу их «Плана». Они вводят случайно выбранные слова из манускриптов «Diabolicals», логические операторы (например, «if», «then», «else»), «нейтральные данные» (например, «Минни Маус — невеста Микки Мауса») и используют Абулафию для создания нового текста.
Первая попытка закончилась воссозданием (после вольной интерпретации результатов) теории заговора «Святая Кровь и Святой Грааль», повествующей о тайне Девы Марии. Казобон в шутку решает создать что-то по-настоящему новое. Для этого Бельбо должен искать скрытые взаимосвязи в нетривиальных ситуациях, в таких как, например, связь каббалы со свечами зажигания автомобиля. (Бельбо действительно делает это и после непродолжительных поисков приходит к выводу, что трансмиссия автомобиля являет собой метафоричное отображение Древа жизни.) Довольные результатами программы создания случайного текста, все трое продолжают обращаться к Абулафии всякий раз, когда заходят в тупик в своей игре.
«План» медленно развивается, но его финальная версия запутывается во взаимосвязях между Крестовыми походами, Рыцарями тамплиеров и возможностями обладания ими древним тайным знанием о потоках земной энергии. Первоначальное общество рыцарей тамплиеров было ликвидировано после казни Жака де Моле, но члены организации разделились на независимые филиалы в нескольких уголках Европы и Средней Азии. Согласно теории Арденти, каждый филиал ордена содержит часть «Плана тамплиеров» и информацию о тайной находке. Они периодически собираются в различных местах для обмена частями плана, постепенно восстанавливая его первоначальную форму. После полного восстановления орден будет воссоединён и поработит весь мир, используя силу земных потоков энергии. Специальная карта и маятник Фуко фигурируют ключевыми инструментами в их плане.
Трое «заговорщиков» показывают Алье свою хронологию тайных обществ из «Плана». Они решают не говорить, что эта рукопись их собственная, а притвориться, будто просто предоставляют чью-то работу для изучения. Их список содержит такие исторические объединения как тамплиеры, розенкрейцеры, павликиане и синархисты, кроме того, они добавляют псевдо-тайное общество под названием Tres (лат. Templi Resurgentes Equites Synarchici — абсурдное «Рыцари синархизма возрождения тамплиеров»). Tres вводится для того, чтобы ввести Алье в заблуждение и заодно проверить его знания. Во время чтения списка он заявляет, что никогда прежде не слышал о Tres. Это слово было впервые упомянуто полицейским Де Анджелисом. Де Анджелис спросил у Казобона, слышал ли он когда-нибудь о Tres. Однако, сказав это, Алье тут же торопливо уходит, сославшись на какие-то важные дела.
По мере написания «Плана» его режиссёры все больше погружаются в собственную игру. В конце концов, они даже начинают верить, что их теория заговора имеет под собой реальные основания. Таинственное исчезновение полковника Арденти и его оригинального «зашифрованного манускрипта» выглядит как лишнее доказательство реальности «Плана».
Однако когда Лия просит посмотреть «зашифрованный манускрипт», она находит для него вполне житейскую трактовку. По её мнению, рукопись представляет собой просто перечень торговых сделок. Лия убеждает Казобона покинуть игру, она боится, что это может плохо для него кончиться.
Когда у Диоталлеви диагностируют рак, он объясняет это участием в «Плане». Он чувствует, что болезнь — это божественная кара за его чрезмерное увлечение таинствами, что он не должен был участвовать в создании игры, цель которой — высмеивание чего-то большего, чем все они вместе взятые. Бельбо тем временем ещё больше уходит в «План», стараясь убежать от проблем в личной жизни.
Бельбо едет к Алье лично и описывает ему «План» так, словно это результат долгих и серьёзных исследований. Он также заявляет, что обладает тайной картой тамплиеров. Алье расстраивается после отказа Бельбо показать ему эту несуществующую карту. Затем он подставляет Бельбо так, что его обвиняют в связях с террористами, и шантажом вынуждает Бельбо поехать в Париж. Алье разоблачает себя в качестве главы тайного духовного братства, в которое входят также Гарамонд, Полковник Арденти и множество авторов из «Diabolicals». Бельбо пытается получить помощь от Де Анжелиса, но тот после неудачной попытки взорвать его машину, сразу же отправился в Сардинию, больше не желая принимать во всём этом участия.

### Часть 7 («Не́цах», 5 глав)

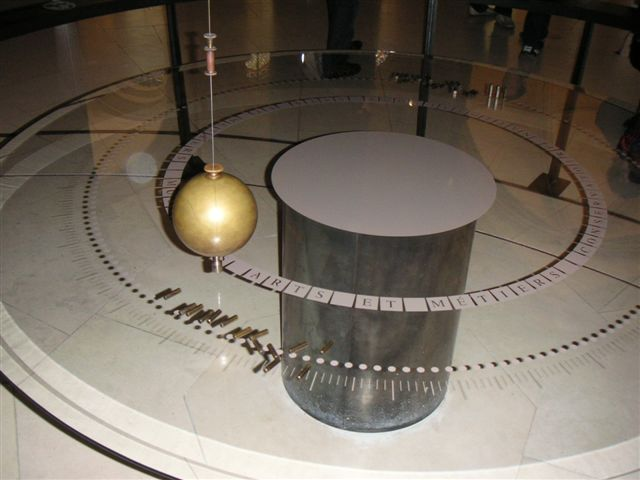
Маятник Фуко в Парижском музее искусств и ремёсел

Казобон получает сообщение от Бельбо с просьбой о помощи. Он направляется в его квартиру и читает все документы, которые Бельбо хранил в своём компьютере, после чего решает следовать за ним в Париж. Он считает, что Алье и его сторонники должны собраться в музее, где установлен маятник Фуко, так как Бельбо заявлял, что карта тамплиеров использовалась совместно с маятником. Казобон прячется в музее, где он описан в начале романа.

### Часть 8 («Ход», 6 глав)
В назначенный час группа людей собирается вокруг маятника для совершения загадочного ритуала. Казобон видит несколько паранормальных образований (эктоплазма), одно из которых заявляет, что является настоящим графом Сен-Жерменом, чем дискредитирует Алье в глазах его последователей. Далее на допрос выводят Бельбо.
Алье с сообщниками считают себя последователями тайного общества Tres из «Плана». Разозлённые тем, что Бельбо знает больше о «Плане», чем они, заговорщики пытаются заставить его раскрыть все известные ему секреты, доходя даже до использования в качестве меры принуждения Лоренцу. Отказ Бельбо отвечать на вопросы или хотя бы признаться, что «План» был абсурдной выдумкой, провоцирует бунт, в котором Лоренца получает удар ножом, а Бельбо подвешивается за шею на проволоке, соединённой с Маятником Фуко. Акт повешения изменяет поведение маятника. Теперь он совершает колебания, начиная от шеи Бельбо, вместо фиксированной точки над ним. Это рушит последние надежды Tres найти нужное место на карте.
Казобон сбегает из музея через парижскую канализацию.

### Часть 9 («Йесод», 2 главы)
Вернувшись в Италию, Казобон находит убежище в сельском доме, в котором Бельбо провёл своё детство. В этот момент неясно, насколько надёжным рассказчиком является Казобон, что и в какой мере он придумал или изменил в отношении теорий заговора. Казобон узнаёт, что Диоталлеви умер от рака в полночь в канун дня святого Иоанна, в то же самое время, когда погиб Бельбо.

### Часть 10 («Малхут», 1 глава)
Роман заканчивается размышлениями Казобона о событиях книги, смирившегося, очевидно, с мыслью, что Tres скоро схватят его тоже. И после того как они это сделают, он, следуя по стопам Бельбо, также откажется давать какие-либо объяснения или признаваться во лжи. Скрываясь в сельском доме, в котором много лет назад жил Бельбо, он находит его старую рукопись наподобие дневника. Он узнаёт, что Бельбо пережил мистическое откровение, когда ему было двенадцать лет, в ходе которого он получил высшее знание за пределами восприятия на чувственном уровне. Казобон понимает причины поведения Бельбо и то, что, возможно, создание «Плана» и даже его смерть были инспирированы желанием Бельбо вновь пережить то потерянное чувство из его юности.

## Главная тема
Большинство книг в подобном жанре фокусируются на таинственности и альтернативных версиях теорий заговора. Эко избегает этой ловушки без уклонения от исторической мистификации вокруг Ордена Тамплиеров. По сути, роман можно воспринимать как критику, пародию или переосмысление грандиозных, всеобъемлющих заговоров, часто создававшихся в постмодернистской литературе середины, конца XX века. Несмотря на то, что главную интригу сюжета составляют детали конспирации «Плана», книга фокусируется на раскрытии личностей персонажей и на медленной их эволюции из скептически настроенных редакторов, высмеивающих рукописи «Мануция», до уровня легковерных авторов «Diabolicals». Таким образом, теория заговора предстает скорее в качестве источника интриги, чем серьёзного утверждения.
Заметки Бельбо — периодически повторяющаяся тема в книге. Вся книга рассказывается от лица Казобона, с короткими вставками из файлов, содержащихся в Абулафии. Эти часто эксцентричные пассажи связаны по большей части с детством Бельбо, его постоянным чувством неполноценности и одержимостью Лоренцой. Вставки из его детства ярко контрастируют с мифическим миром древних культов и заговоров. Бельбо чрезвычайно опасается собственных попыток создать что-либо литературное, он считает себя недостойным такого права, хотя постепенно становится очевидно, что писательство — это его страсть. Этот процесс непрерывного подсознательного самоуничижения хорошо вписывается в общую картину иронии всей книги, принимая во внимание, что Бельбо в конечном итоге поглощается созданием (воссозданием) «Плана».
Стезя Казобона — наука. В то время как Бельбо стремится достичь внутреннего равновесия, цель Казобона — получение знаний. На примере его характера, учитывая его участие в нескольких мистических мероприятиях, рассматривается переменчивость и неоднозначность научного знания и человеческого восприятия. В ходе романа характер его повествования как убеждённого реалиста постепенно меняется на характер более склонный к сверхъестественному восприятию мира.
М-р. Гарамонд, чьим основным бизнесом является торговля грёзами (через его «фабрику тщеславия (англ. vanity press)»), начинает верить в мир фантазий, сплетаемый его авторами. Хотя возможно, что он всегда состоял в «Diabolicals» и занялся издательским делом для поиска нужной ему информации.

## Организации и общества в романе
Список тайных и не очень тайных групп, упоминаемых в «Маятнике Фуко»:
- тамплиеры — основные участники (духовно-рыцарский орден, основанный в Палестине в XII веке),
- розенкрейцеры (тайное теологическое и мистическое общество, предположительно основанное в позднее средневековье в Германии),
- гностики (теософическое направление, возникшее в начале нашей эры),
- масоны (этическое движение, возникшее в XVIII веке, в виде закрытой организации),
- баварские иллюминаты (тайное оккультно-философское общество, основанное в Германии в XVIII веке),
- сионские мудрецы (мифическое общество, фигуранты «Протоколов сионских мудрецов», написанных в начале XX века),
- ассасины Аламута (исмаилиты-низариты, получили известность в качестве террористической секты в средние века),
- каббалисты (эзотерическое течение в иудаизме, появившееся в XII веке),
- богомилы (антиклерикальное движение в христианстве X—XV веков),
- катары (христианское религиозное движение, распространённое в XI—XIV веках в ряде стран Западной Европы),
- иезуиты (мужской монашеский орден Римско-католической церкви, основанный в XVI веке),
- присутствует одна неясная отсылка на фиктивный культ Ктулху и цитату из сатанинского ритуала — I’a Cthulhu! I’a S’ha-t’n!, которая была произнесена в конце романа в Парижском музее искусств и ремёсел во время собрания участников Tres.

Список обществ, не связанных с «Планом»:
- Panta Rei (др.-греч. «Всё течёт, всё меняется»),
- кандомбле (афро-бразильская религиозная традиция),
- умбанда (бразильская синкретическая религия, основанная в начале XX века),
- Opus Dei (персональная прелатура Католической церкви, основана в Мадриде в начале XX века),
- орден восточных тамплиеров (международная оккультно-религиозная организация, существующая с начала XX века).

## Сравнение с другими произведениями
«Маятник Фуко» был назван «„Кодом да Винчи“ для мыслящего человека». Рукопись, от которой зажигается «План» и все многочисленные возможности для интерпретации, играет ту же роль, что и пергамент в Ренн-ле-Шато, раскручивающий историю до глобального масштаба в романе Д. Брауна и ранее в произведении The Holy Blood and the Holy Grail из которой Браун черпал своё вдохновение. Роман Эко, который предшествует времени Брауновского феномена более чем на десять лет, схожим образом соприкасаются с Орденом Тамплиеров, совокупностью заговоров, тайных шифров, Загадкой Святой Крови (если и упоминается, то только мимолётом) и даже включают погоню вокруг парижских достопримечательностей. Всё это так, однако большинство критиков сходятся во мнении, что это больше сатира или пародия на бесполезность теорий заговора и тех людей, которые в них верят, чем попытка распространить подобные убеждения.
На вопрос, читал ли он роман Брауна, Эко ответил:

Я был вынужден прочитать этот роман, поскольку все спрашивали меня о нём. Мой ответ: Дэн Браун это всего лишь один из персонажей моего романа Маятник Фуко, романа о людях, которые начинают верить во всякую оккультную чепуху.
— Но вы ведь сами выглядите как минимум интересующимся каббалой, алхимией и прочими оккультными изысканиями, присутствующими в романе.
Нет. В Маятнике Фуко я описал гротескное изображение людей подобного рода. Таким образом, как я уже сказал, Дэн Браун это одно из моих созданий.

Эко, подобно персонажам романа, сам был увлечен аргентинским писателем Хорхе Луисом Борхесом, в особенности его известным коротким рассказом «Тлён, Укбар, Орбис Терциус». Этот рассказ, изданный впервые в 1940 году, служит прекрасным примером использования мистификации в литературе. Борхес рассказывает о некоем случайно обнаруженном им тайном обществе, существующим, по меньшей мере, двести лет. Главной целью этого общества является подробное коллективное описание вымышленного мира Тлён. Особого упоминания, в контексте «Маятника Фуко», заслуживают фрагменты рассказа, в которых упоминается якобы состоявшийся спор Луиса Борхеса с аргентинским писателем Биойем Касаресом о «том, как лучше написать роман от первого лица, где рассказчик о каких-то событиях умалчивал бы или искажал бы их и впадал во всяческие противоречия, которые позволили бы некоторым — очень немногим — читателям угадать жестокую или банальную подоплёку», а также некий Иоганн Валентин Андре, якобы германский богослов начала XVII века, который «описал вымышленную общину розенкрейцеров — впоследствии основанную какой-то группой людей по образцу, созданному его воображением». Оба произведения также схожи большим количеством упоминаний реальных и вымышленных обществ и философских течений.
Ранний бестселлер Эко «Имя розы» был также вдохновлён Борхесом — в этот раз новеллой «Вавилонская библиотека» — что Эко молчаливо подтвердил, отведя ключевую роль в романе слепому монаху по имени Хорхе де Бургос.
Маятник Фуко также содержит в себе множество пересечений с жизненным опытом У. Эко и его произведениями. Бельбо — персонаж романа — как и сам Эко, вырос в регионе Пьемонт в Северной Италии и неоднократно ссылается на него в своих дневниках. В Il costume di casa (Faith In Fakes) содержится заметка Эко, в которой он обращается к его личному опыту посещения церемонии Кандомбле (Candomblé) в Бразилии, напоминающий аналогичный эпизод в романе, а также описание французского этнолога Роже Бастида (фр. Roger Bastide), который схож с персонажем Алье.
Американская газета «The Boston Globe» заявила, что «Маятник Фуко Умберто Эко может иметь отношение к трилогии „Иллюминатус!“ Роберта Антона Уилсона». «The Illuminatus! Trilogy» была написана за тринадцать лет до Маятника Фуко. Писатель Джордж Джонсон также говорил о схожести двух этих книг, что «обе работы были написаны в ироничной манере с большим чувством юмора».

## Цитаты
Книга начинается с длинной цитаты на иврите, из седьмой страницы книги Филиппа Берга «Каббала: Учение о десяти просвященных эманациях Рабби Ицхака Лурия с комментариями достаточными для начинающего» том II, изданной в Иерусалиме в Центре изучения Каббалы 1973 году. В дословном переводе цитата звучит так:

Когда Свет Бесконечности растянулся в форму прямой линии в Пустоте… он не сразу растянулся и вытянулся по нисходящей, конечно же он растянулся медленно — то есть, сначала Луч Света начал простираться и в самом начале его протяжения в тайну Луча он преобразовался и сформировался в совершенно круглое колесо.

Также каждая из 120 частей начинается с одной или двух цитат, в основном из эзотерических книг (включая цитату из The Holy Blood and the Holy Grail, которая упоминается в нескольких частях). Одна необычная цитата (из личной переписки У. Эко со знаменитым архитектором и инженером Марио Сальвадори (итал. Mario Salvadori) описывает физику процесса повешения жертвы в сопоставлении с поведением одинарного и двойного маятника.